# Cheilosia chrysocoma
Cheilosia chrysocoma es una especie de sírfido. Se distribuyen por el paleártico en Eurasia.